# Death Clique
Death Clique (Brasil: Amizade Mortal / Portugal: Amizade Fatal) é um telefilme norte-americano dirigido por Doug Campbell em 2014.
Sua estreia no Brasil ocorreu em 29 de janeiro de 2015 diretamente para televisão. Em Portugal o filme foi transmitido pela emissora de Televisão SIC no dia 23 de Julho de 2016 ás 02:00.